# برترام ستيل
برترام ستيل (بالإنجليزية: Bertram Steele)‏ هو عالم أسترالي، ولد في 30 مايو 1870 في بليموث في المملكة المتحدة، وتوفي في 12 أبريل 1934.